# Брюс Спрінгстін
Брюс Фре́дерик Джо́зеф Спрі́нгстін (англ. Bruce Frederick Joseph Springsteen; МФА: [ˈbrus ˈsprɪŋstin]; 23 вересня 1949, Лонг-Бранч, Нью-Джерсі, США) — вокаліст, гітарист, композитор, автор текстів, продюсер.

## Життєпис
Ще підлітком Брюс опанував основи гри на гітарі, паралельно навчаючись грі на перкусійних інструментах, щоправда з меншим бажанням. 1965 року він приєднався до аматорського гурту The Castiles і виконав разом з нею хіти The Who, Them та The Animals. 1967 року кілька місяців Спрінгстін виступав у складі формації Earth і того ж року утворив власний гурт Child, перейменований пізніше на Steel Mill. Як виконавець, Спрінгстін у цей період перебував під впливом Бі Бі Кінга та Еріка Клептона, а його перші авторські твори за стилем нагадували Cream.
1969 року музикант разом з своїм гуртом уклав угоду з невеликою сан-франциською фірмою «Fillmore», проте до записів справа так і не дійшла. Незабаром Брюс розпустив Steel Mill, щоб розпочати навчання в «Ocean Country Community College», який однак залишив через кілька місяців. 1971 року Спрінгстін очолив соул-гурт Dr.Zoom & The Sonic Boom, до складу якого, наприклад, входили секція духових інструментів та жіноче вокальне тріо.
У травні 1972 року Майк Еппл та Джим Кретекос, яким Брюс довірив майбутнє своєї кар'єри, влаштували йому зустріч з Джоном Хаммондом -продюсером, що був пов'язаний з фірмою «Columbia». Під час прослуховування на цій фірмі, де Спрінгстін виконав під акустичну гітару баладу «It's Hard To Be A Saint In The City», у ньому побачили потенційного наступника Боба Ділана і 9 червня 1972 року керівництво «Columbia» уклала з ним довгострокову угоду. Однак Спрінгстін дещо не виправдав пов'язані з його творчістю надії як з сольним виконавцем, тому що дебютний лонгплей «Greetings From Ashbury Park» записав разом з власним гуртом Bruce Springsteen Band, до складу якого входили: Кларенс Клемонс (Clarence Clemons) — духові інструменти; Девід Санчіус (David Sancious) — клавішні; Гаррі Толлент (Garry Tallent) — бас; Віні «Мед Дог» Лопез (Vini «Mad Dog» Lopez) — ударні та Денні Федерічі (Danny Federeci) — клавішні. Платівка продавалась дуже слабо, хоча американські та британські критики примітили у цій роботі прихований великий творчий потенціал автора. Черговий лонгплей «The Wild, The Innocent & The E.Street Shuffle», що з'явився майже через 10 місяців, виявився вже набагато кращим, щоправда знову це ніяк не позначилось на кількості проданих примірників. Проте на альбомі можна було почути вже класичні сьогодні твори «Rosalita» та «Incident On 57th Street», а також чудову композицію «Asbury Park Fourth Of July (Sandy)», записану пізніше The Hollies.
Після видання цього лонгплею акомпануючий гурт Спрінгстіна взяв собі назву The E-Street Band, та провів персональні зміни. Замість Санчіуса та Лопеза було запрошено Ройя Біттана (Roy Bittan) — клавішні та Макса Вайнберга (Max Weinberg) — ударні.
У квітні 1974 року Брюс неодноразово давав концерти у невеличкому клубі «Charley's» у Кембриджі, штат Массачусетс. Саме там запримітив співака та його гурт впливовий музичний критик Джон Ландау, який у рецензії про один з побачених концертів написав: «Побачив майбутнє рок-н-ролу. Його ім'я — Брюс Спрінгстін!» Ці слова послужили виконавцю несподіваною рекламою його діяльності, а їх автор відіграв значну роль, як продюсер, у появі однієї з найвизначніших рок-платівок 1970-х років «Born To Run». З'явившись 1975 року, цей лонгплей відразу підняв артиста у першу лігу рок-виконавців.
Це видання презентувало у своїх текстах цілу гаму почуттів — від розпачу та гніву до надії. З музичної точки зору платівка виявилась бездоганною, а пісні з неї стали найкращими у кар'єрі Спрінгстіна. Критики та прихильники сприйняли цей лонгплей дуже тепло, завдяки чому «Born To Run» став чималим хітом по обидва боки Атлантики. Записували цей альбом Брюс Спрінгстін та його The E-Street Band з новим гітаристом «Маямі» Стівом Ван Зандтом («Miami» Steve Van Zandt). А під час його промоційного турне співак зібрав багато прихильних рецензій, навіть з'явився на обкладинках часописів «Time» і «Newsweek». У часи європейського туру британські критики поділяли захват своїх американських колег, а кількість присвячених артисту статей була настільки великою, що стала навіть темою для жартів.
У другій половині 1970-х років подальшій кар'єрі співака заважала суперечка з менеджером Майком Еппелом з приводу високих гонорарів, а також права на розпоряджання творчим доробком Спрінгстіна. У цей період вимушеного «мовчання» інші музиканти вирішили підтримати Спрінгстіна, аби слухачі не забували про його твори. Так, група Манфреда Менна Earth Band записала блискучу версію «Blinded By The Light», а Патті Сміт на одному з своїх синглів запропонувала «Because The Night». Серед виконавців, що записали твори Спрінгстіна, були також Алан Кларк з The Hollies, Роберт Гордон та The Pointer Sisters.
Після закінчення судового процесу з Еппелом 1978 року, артист записав ліричний альбом «Darkness On The Edge Of Town», у якому змалював власні проблеми минулих років, побічно підтверджуючи, що з часом він не втратив своєї чарівності. Найкращими творами, які походили з цієї платівки, були, без сумніву, «Badands» та «The Promised Land», a співпродюсером цього лонгплею (як і наступних) був знову Джон Ландау, який з 1978 року став ще й менеджером Спрінгстіна.
У червні 1978 року Брюс вирушив у велике турне, у якому він зустрів наступний рік. У свій 30-річний ювілей артист виступив на історичному концерті «Muse», а атмосферу цього незвичайного видовища певною мірою передає альбом «No Nukee» та відеокасета. Кілька наступних місяців Спрінгстін присвятив роботі над подвійним альбомом «River», який було також добре сприйнято, як і «Born To Run». Цією роботою Спрінгстін презентував всю різнобічність свого таланту. Він повстав, наприклад, задумливим, ліричним, пригніченим, радісним та повним енергії. У двадцяти піснях, що потрапили до цього альбому, йому вдалось представити різні аспекти власного життя, які, що важливо, були зрозумілі кожному слухачу. Всі композиції з цього альбому виявились блискучими, а видані на синглах «Hungry Heart», «The River» та «Fade Away» стали великими хітами.
Наступного року Брюс знову концертував у Європі і допоміг повернутись на музичну сцену Гері «Ю еС» Бонду, продюсуючи його альбом «Dedication», на яколму Спрінгстін виступив також і співавтором. Композиція «This Little Girl» без сумніву належить до найкращих творінь Спрінгстіна. Завдяки їй «Ю еС» Бонд повернувся після двадцятирічного забуття в американський чарт.
У вересні 1982 року на музичному ринку з'явився альбом Спрінгстіна «Nebraska». Цю сувору підбірку акустичних творів Брюс награв самостійно на касету у домашній студії у Нью Джерсі без допомоги The E-Street Band. Представив він на цьому лонгплеї безкомпромісного, переповненого болем артиста. Це і був справжній Брюс Спрінгстін. «Nebraska» стала черговим великим досягненням Брюса, який своє наступне видання знову примусив довго чекати.
Лонгплей «Born In The USA», який Спрінгстін записував майже два роки, з'явився на музичному ринку 1984 року і здобув найбільшу популярність серед усіх робіт Спрінгстіна. Однак всупереч традиції, що хітова, добре продана платівка — бездоганна у творчому плані, «Born In The USA» важко віднести до найбільшого досягнення Спрінгстіна. Попри це альбом було продано у кількості понад 20 мільйонів примірників, він очолив американський та британський чарти і тримався там більше двох з половиною років, принісши автору найбільший успіх за всю кар'єру. Також з «Born In The USA» походило кілька хіт-синглів, серед яких найбільшу популярність здобули заглавний твір «Cover Me» та «I'm On Fire». У часи «спрінгстоманії», яка 1985 року захопила Європу під час турне артиста, всі сім попередніх альбомів потрапили до британських чартів.
Того ж року Брюс одружився з Джуліанною Філліпс і занурився у суспільно-політичну діяльність. Він взяв участь у славетному запису USA For Africa «We Are The World», а також приєднався до «Маямі» Стівена Ван Зандта, щоб у межах акції «Artists United Against Apartheid» записати пісню «Sun City». Наприкінці 1985 року різдвяний сингл Спрінгстіна «Santa Claus Is Coming To Town» потрапив до американського та британського Тор 10.
Проте така велика популярність мала й свої негативні моменти. Разом з Бобом Діланом Спрінгстін був головним об'єктом для музичних піратів. Щоб якось позбутись цього, артист наприкінці 1986 року видав збірку з п'яти альбомів «Live 1975—1985». Це незабутнє видання відразу потрапило на перше місце американського чарту. Наступного року з'явився лонгплей «Tunnel Of Love», який вже у день появи на музичному ринку очолив чарти Америки та Великої Британії, а промоцію цьому альбому Спрінгстін робив під час чергового європейського турне.
Після багатьох спекуляцій та полювань папараці, плітки про роман Брюса з Патті Сіелфою (Patti Scialfa) (вокалістка з 1984 року гурту The E-Street Band) підтвердились і дружина артиста подала на розлучення. Свою політичну діяльність Брюс Спрінгстін продовжив 1988 року, беручи участь у турне «Human Rights Now!» у рамках програми «Міжнародноної амністії», хоча відтоді артист вирішив концертувати значно менше. Наприкінці 1980-х років Брюс головним чином виступав у барах та клубах, підтримуючи великий почин та промуючи «Tunnel Of Love». Проте, у цей період дуже вдале європейське турне артиста затьмарили спекуляції у пресі на тему його розлучення з дружиною.
1989 року Брюс записав твір «Viva Las Vegas» і того ж року розпустив E-Street Band. На початку 1990-х років преса слідкувала за кожним кроком артиста, нетерпляче очікуючи якусь ознаку творчої активності. Проте сам Брюс насолоджувався життям, і тільки час від часу виступав разом з іншими відомими музикантами. Цікавим залишається той факт, що Спрінгстіну вдавалось постійно утримувати дуже високу позицію на музичному ринку, попри те, що він трохи більше ніж за 15 років записав лише 8 студійних альбомів. Проте 1992 року на ринку з'явились одразу дві нові платівки артиста — «Human touch» та «Lucky Town» — які зустріли однаково добре як фани, так і критики, які раділи поверненню Спрінгстіна.
1994 року заглавна пісня з фільму «Philadelphia» (написана та виконана Спрінгстіном) була нагороджена «Оскаром». Наступного року Брюс запропонував платівку «The Ghost Of Tom Joad», нагадуючи ним настрої альбому «Nebraska».

## Дискографія
- Greetings from Asbury Park, N.J. (1973)
- The Wild, the Innocent & the E Street Shuffle (1973)
- Born to Run (1975)
- Darkness on the Edge of Town (1978)
- The River (1980)
- Nebraska (1982)
- Born in the U.S.A. (1984)
- Tunnel of Love (1987)
- Human Touch (1992)
- Lucky Town (1992)
- The Ghost of Tom Joad (1995)
- The Rising (2002)
- Devils & Dust (2005)
- We Shall Overcome: The Seeger Sessions (2006)
- Magic (2007)
- Working on a Dream (2009)
- Wrecking Ball (2012)
- High Hopes (2014)
- Western Stars (2019)
- Letter to You (2020)
- Only the Strong Survive (2022)